# استیون پیسی
استیون پیسی (انگلیسی: Steven Pacey؛ زادهٔ ۵ ژوئن ۱۹۵۷) بازیگر اهل بریتانیا است.
از فیلم‌ها یا مجموعه‌های تلویزیونی که وی در آن‌ها نقش داشته‌است، می‌توان به مأموران مخفی، روزنه امید و پوآرو اشاره نمود.